# Anopheles stephensi
Anopheles stephensi (лат.) — это вид комаров, являющихся главным источником малярии в городской части Индии. Он включен в тот же подрод, что и Anopheles gambiae, который является главным переносчиком малярии в Африке. A. gambiae состоит из комплекса морфологически идентичных видов комаров, вместе с другими малярийными комарами; однако A. stephensi ещё не был включён ни в один из этих комплексов. Тем не менее, существуют два вида A. stephensi, основанных на различиях в размерах яиц и количестве гребней на яйцах; как A. stephensi sensu stricto, типовая форма, является компетентным переносчиком малярии, обитающим в городских районах, и A. stephensi mysorensis, разновидности, существуют в сельской местности и демонстрирует значительное зоофильное поведение, что делает их бедными переносчиками малярии. Однако А. s. mysorensis является пагубным вектором в Иране. Промежуточная форма также существует в сельских общинах и пригородных районах, хотя её переносной статус неизвестен. Около 12 % случаев заболевания малярией в Индии связано с A. stephensi.

## Среда обитания
В сельской местности личинки A. stephensi могут присутствовать во многих водных средах обитания, таких как пруды, ручьи, болота и другие источники стоячей воды. Они могут также занимать небольшие водные местообитания, такие как дупла деревьев, пазухи листьев и искусственные емкостии. Личинки A. s. mysorensis в наибольшей степени предпочитают занимать каменные горшки и глиняные сосуды. Этот вид также способен выдерживать высокие уровни солёности и, как было установлено, легко размножается в воде, где солёность равна или даже превосходит солёность морской воды. Кроме того, А. stephensi размножается в ряде различных водоемов в городских районах, преимущественно в искусственных ёмкостях, стенах, верхних резервуарах и резервуарах для воды на уровне земли.
Большинство личинок питается микроорганизмами и взвешенными в воде частицами органики. Однако в ходе развития взрослые самцы питаются нектаром цветов, в то время как самки принимают в пищу кровь, которая помогает произвести жизнеспособные яйца.

## Распространение
A. stephensi — это субтропический вид комаров, который преобладает на Индийском субконтиненте (кроме Непала и Шри-Ланки), а также распространен в регионе Ближнего Востока и Южной Азии, обитает в таких странах, как Афганистан, Бахрейн, Бангладеш, Китай, Египет, Индия, Иран, Ирак, Оман, Пакистан, Саудовская Аравия и Таиланд. Установлено, что A. stephensi был обнаружен на Африканском континенте, а именно в Джибути на Африканском Роге в 2014 году, а также в 2017 году в Эфиопии.

## Сезонная активность
A. stephensi считается эндофильным и эндофагически, несмотря на то, что он может питаться на открытом воздухе летом, когда погода теплее и люди и животные чаще спят на открытом воздухе. Нет свидетельств о сезонных измениях питания, хотя взрослые самки, как правило, кормятся чаще ночью в течение лета, а не в течение дня зимой. A. stephensi предпочитает кровь людей крови животных в городских районах.

## Паразиты
A. stephensi является важным переносчиком малярии человека вида Plasmodium falciparum.